# Apiocera asilica
Apiocera asilica is een vliegensoort uit de familie Apioceridae. De wetenschappelijke naam van de soort is voor het eerst geldig gepubliceerd in 1835 door Westwood.
De soort komt voor in Australië.